# مجله بوتانیکا براسیلیکا
مجله بوتانیکا براسیلیکا (انگلیسی: Acta Botanica Brasilica) یک ژورنال علمی است که به صورت فصلنامه بوسیلهٔ جامعهٔ گیاه‌شناسی برزیل به چاپ می‌رسد. این نشریه از سال ۱۹۸۷ تأسیس شده‌است و در تمامی زمینه‌های گیاه‌شناسی اعم از بنیادی و کاربردی مقاله چاپ می‌کند. مقاله‌های این نشریه به زبان‌های پرتغالی، اسپانیایی، یا انگلیسی هستند. آکتا بوتانیکا براسیلیکا (آکتا بوت. براس) پژوهش در تمامی زمینه‌های گیاهی (شامل جلبک) و زیست‌شناسی قارچ‌ها را چاپ می‌کند.

## انتشار چکیده و نمایه
چکیده مقاله‌های این نشریه در پایگاه‌های زیر منتشر و نمایه شده‌است:
- سی‌ای‌بی اینترنشنال
- پایگاه اطلاعاتی علم جنگل
- لاتیندکس
- نمایه استنادی علوم
- چکیده‌های زیست‌شناسی
- فهرست جاری/علوم زیستی

بر اساس گزارش استنادی مجلات، ضریب تأثیر این نشریه در سال‌های ۲۰۱۳/۲۰۱۴، ۰٫۵۵۳، و رتبهٔ آن در بین ۱۸۸ نشریه دز حوزهٔ «علوم گیاهی»، ۱۵۹ بوده‌است.